# Naïm Aarab
Naïm Aarab (Brüsszel, 1988. február 7. –) belga utánpótlás válogatott labdarúgó, edző.

## Pályafutása
Háromszoros marokkói bajnok, és 2017-ben CAF-bajnokok ligája győztes a Vidad Casablanca csapatával.

## Sikerei, díjai
Vidad Casablanca
- Marokkói bajnok: 2014–15, 2016–17, 2018–19
- CAF-bajnokok ligája: 2017
- CAF-szuperkupa: 2018